# Jose Luiz Tovar
José Luis Tovar Pavón (Huelva, 8 de janeiro de 1972) é um atleta espanhol que competiu no atletismo paralímpico. Ganhou uma medalha de prata nos Jogos Paralímpicos de Atlanta 1996 na prova de 400 m (classe T10).

## Prêmios internacionais
| Jogos Paralímpicos | Jogos Paralímpicos        | Jogos Paralímpicos | Jogos Paralímpicos |
| Año                | Lugar                     | Medalla            | Prueba             |
| ------------------ | ------------------------- | ------------------ | ------------------ |
| 1996               | Atlanta ( Estados Unidos) | Medalha de prata   | 400 m T10          |